# Гирський національний парк
Гирський національний парк та Заповідник дикої природи, також відомий як Сасан Гір, є заповідником лісу та дикої природи біля Талала Гір у штаті Гуджарат, Індія. Знаходиться за 43 км на північний схід від Сомнатх, за 65 км на південний схід від Джунагада за 60 км на південний захід від Амрелі. Він був створений у 1965 році, загальною площею 1 412 км2 (545 миля2), з яких 258 км2 (100 миля2) повністю захищений як національний парк та 1 153 км2 (445 миля2) як святилище дикої природи.  Він є частиною екорегіону сухих листяних лісів Катіавар-Гір.  
14-й перепис Азійського лева  був проведений у травні 2015 року. У 2015 році чисельність населення становила 523 особи (на 27% більше порівняно з попереднім переписом 2010 року). Населення становило 411 у 2010 році та 359 у 2005 році. Популяція левів у районі Джунагад становила 268 особин, 44 — у районі Гір-Сомнат, 174 — в районі Амрелі, 37 — у районі Бхавангар. Є 109 самців, 201 самка і 213 дитинчат. 
Гирський національний парк закритий з 16 червня по 15 жовтня щороку. Найкращий час для його відвідування — з грудня до березня. Хоча у квітні та травні дуже спекотно, це найкращі місяці для перегляду та фотографії дикої природи. 

## Історія
У 19 столітті правителі індійських князівських штатів запрошували англійських колоністів для полювання. Наприкінці 19 століття в Індії залишилося лише близько десятка азійських левів, усі вони були в Гирському лісі, який входив до приватних мисливських угідь Наваб Джунагарха. Сьогодні це єдиний район в Азії, де зустрічаються азійські леви й вважається одним із найважливіших заповідних територій Азії через його біорізноманіття. Екосистема Гир із різноманітною флорою та фауною захищена завдяки зусиллям урядового управління лісу, активістів дикої природи та громадських організацій. Зараз він вважається перлиною екологічних ресурсів Гуджарату. 

## Географія

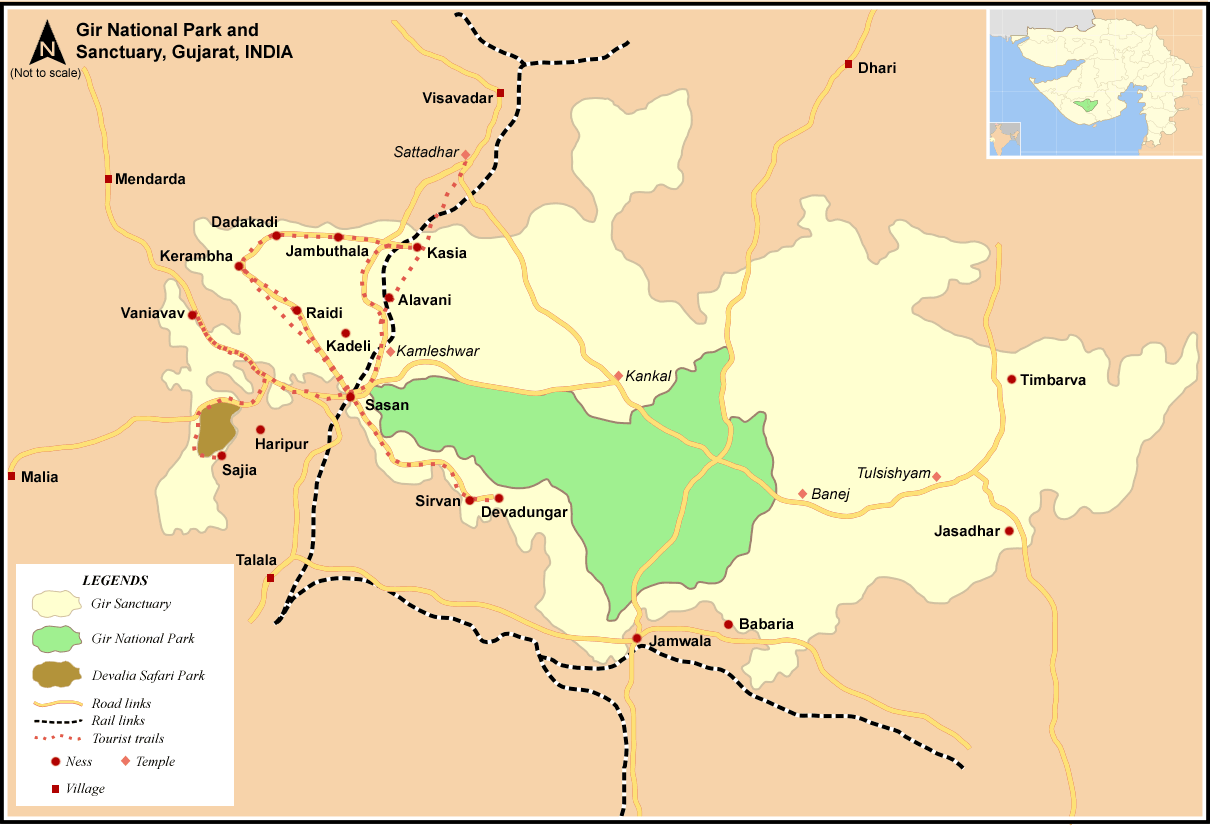
Гирський національний парк та заповідник дикої природи

### Водні ресурси

Панорама водойми

Сім головних багаторічних річок регіону Гир — Хіран, Шетрунджі, Датарді, Шінгода, Мачундрі, Годаварі та Равал. Чотири водойми цього району знаходяться на чотирьох дамбах, по одному на річках Іран, Мачундрі, Равал і Шінгода, в тому числі найбільше водосховище в цьому районі — Гребля Камлешвар, що отримала назву "рятувальний круг Гір". Він розташований при 21 ° 08′08 ″ N 70 ° 47′48 ″ с.ш. 
Під час найспекотнішої частини літа тваринам доступно близько 300 місць, щоб попити. Але коли трапляється посуха, більшість з цих місць є недоступними й дефіцит води становить серйозну проблему. Найважливіше завдання працівників Лісового управління — забезпечити тварин водою.[джерело?]

### Флора
Було зафіксовано понад 400 видів рослин на території Гирського лісу в 1955 році. Відділ ботаніки університету MS в Бароді зафіксував 507 видів. Відповідно до класифікації лісових типів 1964 року за Champion & Sheth, Гирський ліс належить до дуже сухого тикового лісу.Тик трапляється змішаним із сухими листяними видами.
Ліс є важливою біологічною дослідницькою територією, що має значні наукові, освітні, естетичні та рекреаційні цінності. Він забезпечує майже 5 мільйонів кілограмів зеленої трави щорічним збиранням, що оцінюється приблизно в 7,12 млн дол. США. Ліс забезпечує щорічно майже 123 000 метричних тонн паливної деревини. 

## Дика природа
Всього 2375 різних видів фауни. Близько 38 видів ссавців, близько 300 видів птахів, 37 видів плазунів та понад 2000 видів комах. 
Група м’ясоїдних в основному складається з азійського лева, індійського леопарда, кішки джунглів, смугастої гієни, золотого шакалу,  індійського сірого мангуста та рудого мангуста та медового борсука. Пустельні коти та іржаві плямисті коти трапляються, але їх рідко можна побачити.  
Основні травоїдні тварини Гир — це аксис, нільгау, замбар, антилопа чотирирога, газель та кабан. Антилоп з навколишньої місцевості іноді бачать у святилищі.  Серед дрібних ссавців поширені їжатець і заєць, але панголін рідкісний. 
Рептилії представлені болотяним крокодилом  індійською коброю, черепахою та вараном. Змії зустрічаються в кущах та лісі. Пітони помічені часом вздовж берегів потоку. Гир був використаний Державним лісовим департаментом Гуджарату, який створив проєкт збереження індійських крокодилів у 1977 році й випустив близько 1000 болотних крокодилів в озеро Камалешвар та інші невеликі водойми в Гир та навколо нього.[джерело?] Налічується понад 300 видів птахів, більшість з яких є мешканцями. Поглинач група птахів має 6 зареєстрованих видів з стерв'ятників. Деякі з типових видів Гир містять орляка-змія, зникаючий орел Бонеллі, мінливий яструб, бура риба сова, індійський орел, скельний кущ-перепел, індійський павич, бурий косичок, дятел, чорноглава орліола, чубатий деревовиди та індійська пітта. Індійська сіра птаха не знайдена за останнім переписом 2001 року.

### Проживання, поширення та популяція азійських левів

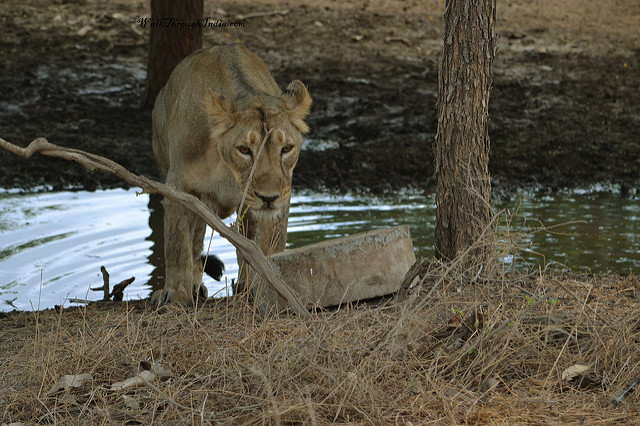
Азійський лев

Оселя азійського лева — сухий чагарник та відкритий широколистяний ліс. Популяція левів зросла з 411 особин у 2010 році до 523 у 2015 році, і всі вони мешкають у національному парку Гір або біля нього. Перший підрахунок левів на сучасний день здійснив Марк Олександр Вайнтер-Бліт, директор коледжу Раджкумар, Раджкот і Р.С.Незважаючи на те, що Гир добре захищений, є випадки, коли азійські леви були незаконно впіймані. Деякі з інших загроз включають повені, пожежі та можливість епідемій та стихійних лих. Проте, Гир залишається найбільш перспективним для них довгостроковим заповідником.[джерело?] Під час тривалої посухи з 1899 по 1901 р. Леви напали на худобу та людей за лісом Гир. Після 1904 року правителі Джунагаду компенсували втрати худоби. Сьогодні леви в національному парку Гір рідко нападають на людей. 

### Програма розведення левів та левові підрахунки
Програма розведення левів створює та підтримує селекційні центри. Він також проводить дослідження поведінки азійських левів, а також практикує штучне запліднення. Один із таких центрів був створений у зоопарку Саккарбауг при районному штабі Джунагада, який успішно розводив близько 180 левів. 126 чистих азійських левів подарували зоопаркам в Індії та закордоном. 
Перепис левів відбувається кожні п’ять років. Раніше для підрахунку були прийняті непрямі методи, як, наприклад, використання мотлохів лева. Однак під час перепису у квітні 2005 р. (Який спочатку був запланований на 2006 рік, але був розширений після звітів та суперечок щодо зниклих тигрів в Індії), за допомогою близько 1000 лісових чиновників було використано метод "Блок-Прямий загальний підрахунок". Це означає, що рахували лише тих левів, які були «помічені» візуально. Використання "живої наживки" (здобич, яка живе і використовується як приманка) для вправ, хоч і вважалося традиційною практикою, цього разу не використовувалося. Причина, за якою вважається, стоїть за цим — рішення Верховного суду Гуджарату 2000 року щодо такого використання тварин.   

### Гирська зона інтерпритації, Девалія
Гирський національний парк та святилище не мають визначеної для туристів зони. Однак, щоб зменшити туристичну небезпеку для дикої природи та сприяти освіті в природі, в Девалії була створена зона інтерпретації в заповіднику. В межах прикутих парканів він охоплює всі типи ареалів проживання та дикої природи Гір з клітками, що живуть для скупчення м’ясоїдних тварин, та системою в'їзду з двома воротами.